# Archosargus pourtalesii
Archosargus pourtalesii es una especie de peces de la familia Sparidae en el orden de los Perciformes.

## Morfología
Los machos pueden llegar alcanzar los 35,6 cm de longitud total.

## Distribución geográfica
Se encuentra en las  costas del Pacífico Oriental: es una especie  endémica de las Islas Galápagos.